# Faustina rossmaessleri
Faustina rossmaessleri is een slakkensoort uit de familie van de Helicidae. De wetenschappelijke naam van de soort is voor het eerst geldig gepubliceerd in 1842 door L. Pfeiffer.